# Ben 10 - Cursa împotriva timpului
Ben 10 - Cursa împotriva timpului este un film artistic de acțiune, o adaptare a animației Ben 10. Titlul de lucru a fost Ben 10 in the Hands of Armageddon. Regizat de Alex Winter, filmul a avut premiera pe 21 noiembrie 2007, în Statele Unite ca un film original Cartoon Network. În România, filmul a debutat pe data de 1 iunie 2008.

## Rezumat
In Bellwood, o figura misterioasa se teleporteaza in oras si incepe imediat sa distruga lucrurile. Benn Tennyson, in forma lui Heatblast il infrunta. Dupa o scurta bataliue, Ben pare sa distruga ticalosul. Max Tennyson il identifica ca Eon, un extraterestru pe care instalatorii l-au capturat in urma cu 2 secole. Cand a ajuns, era pe jumatate mort si a adus cu el un mecanism numit Mainile Armageddon-ului, ce ar putea deschide o spartura in timp spre dimensiunea-casa a extraterestrului si sa elibereze rasa lui pe Pamant daca e activat. Ei merg in locul unde Eon se presupune ca ar fi pastrat, doar ca sa gaseasca locul gol, iar gardianul sau pe moarte.

## Legături externe
- Ben 10 - Cursa împotriva timpului la Internet Movie Database